# ملعب برونتون
ملعب برونتون (بالإنجليزية: Brunton Park) هو ملعب كرة قدم يقع في إنجلترا، ويتسع لـ 17,001 متفرج.

## التاريخ
بدأ بناء الملعب في عام 1909، ويُستخدم منذ ذلك الحين كمقر رئيسي لنادي كارلايل يونايتد. شهد الملعب على مدار تاريخه العديد من التعديلات والتطويرات، مع الحفاظ على طابعه التقليدي.

## معرض صور

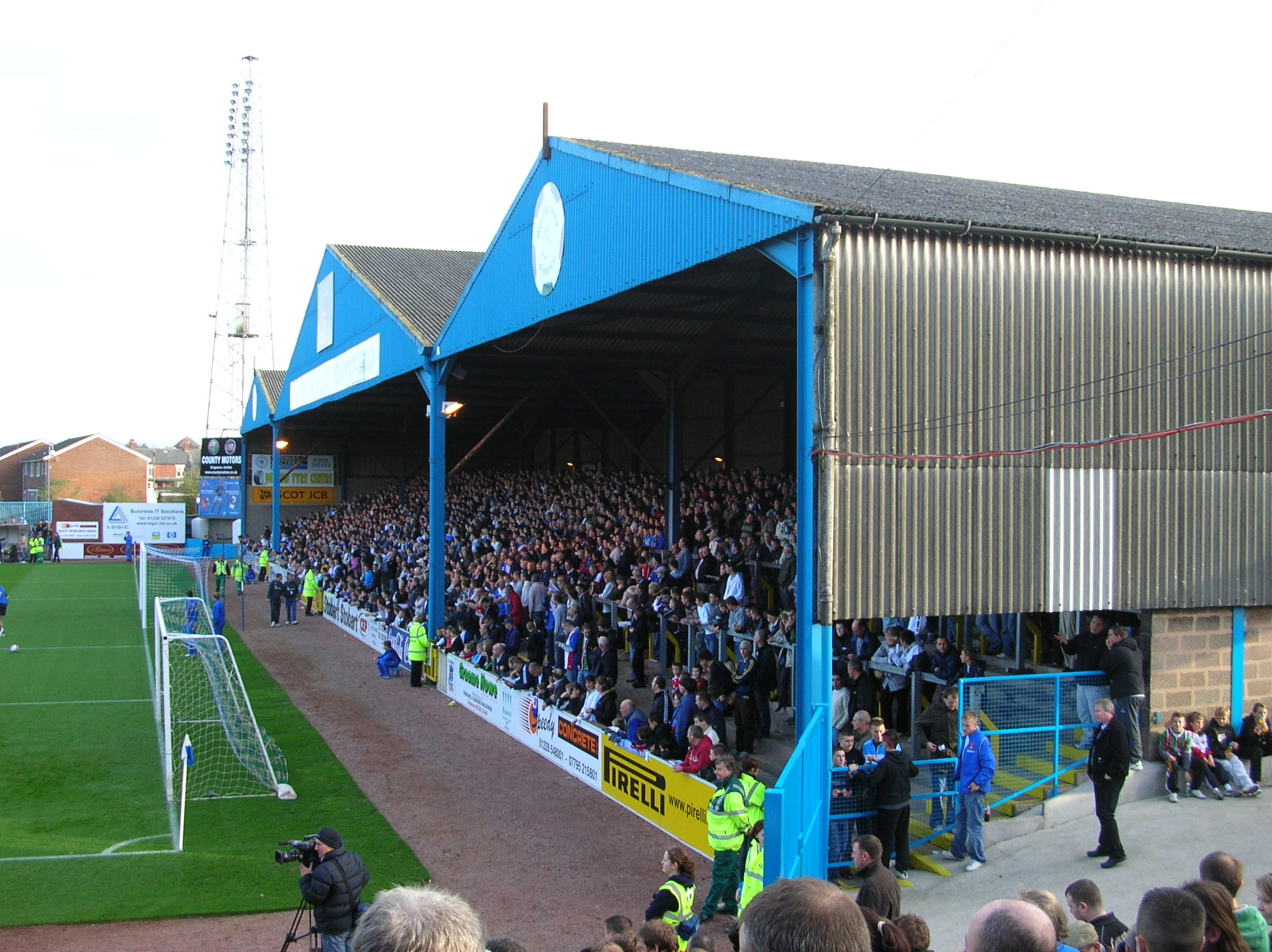
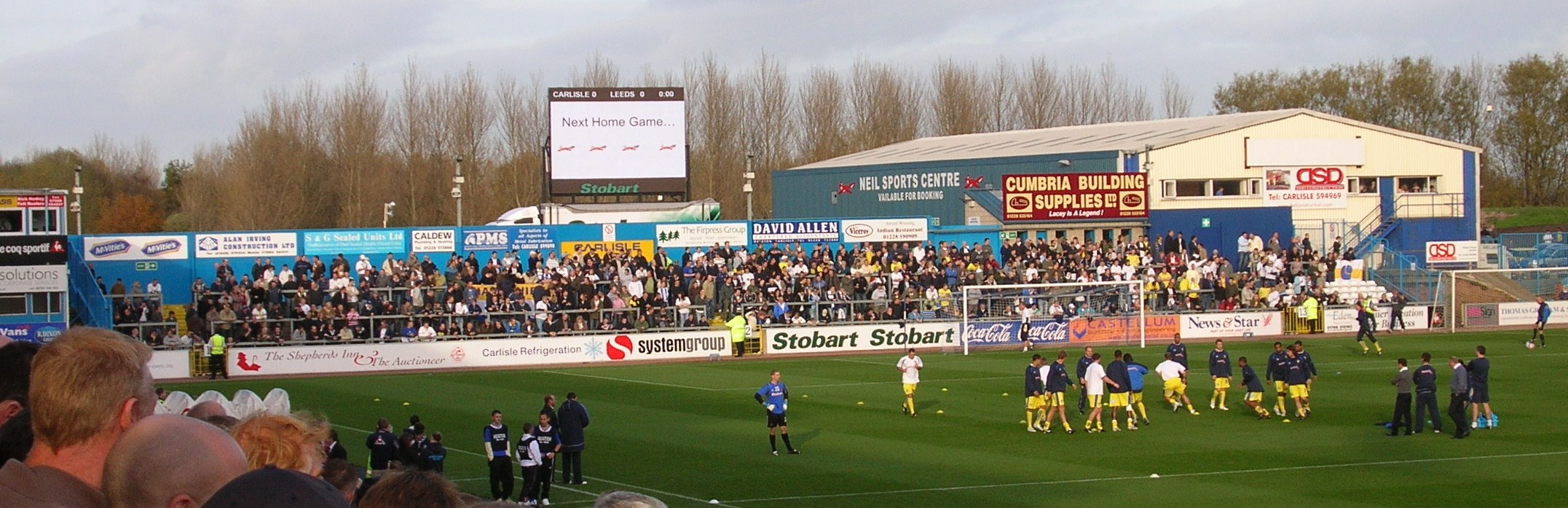
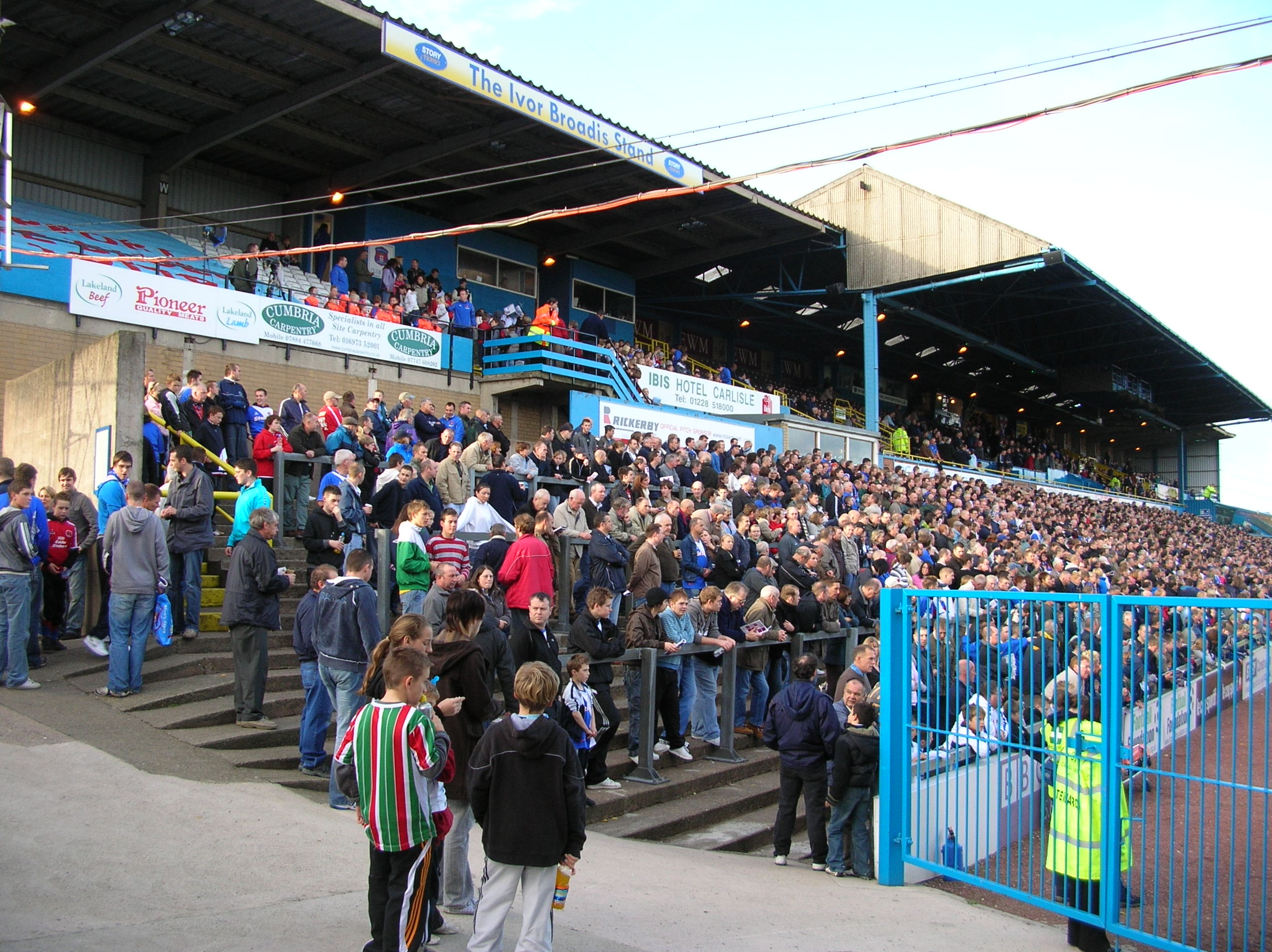